# 9 to 5 (bài hát của Sheena Easton)
"9 to 5" (hay "Morning Train") là một bài hát của nghệ sĩ thu âm người Anh quốc Sheena Easton nằm trong album phòng thu đầu tay của cô, Take My Time (1981). Nó được phát hành lần đầu tiên vào ngày 16 tháng 5 năm 1980 ở Vương quốc Anh như là đĩa đơn thứ hai trích từ album bởi EMI Records, trước khi được phát hành như là đĩa đơn đầu tiên của nữ ca sĩ ở thị trường Hoa Kỳ vào năm 1981 với tên gọi "Morning Train (Nine to Five)" để tránh nhầm lẫn với bài hát cùng tên cũng được ra mắt lúc bấy giờ của Dolly Parton. "9 to 5" được viết lời bởi Florrie Palmer, trong khi phần sản xuất được đảm nhận bởi Christopher Neil, cộng tác viên quen thuộc xuyên suốt sự nghiệp của Easton.
"9 to 5" là một bản pop mang nội dung đề cập đến khoảng thời gian buồn tẻ của một người phụ nữ có tính cách tự do khi phải chờ đợi người đàn ông về nhà sau một ngày làm việc và tận hưởng khoảng thời gian vui vẻ với cô. Sau khi phát hành, bài hát nhận được những phản ứng tích cực từ các nhà phê bình âm nhạc, trong đó họ đánh giá cao chất giọng của Easton và quá trình sản xuất nó. Nó cũng tiếp nhận những thành công vượt trội về mặt thương mại, đứng đầu bảng xếp hạng ở Úc, Canada và New Zealand, đồng thời lọt vào top 10 ở hầu hết những quốc gia nó xuất hiện, bao gồm vươn đến top 5 ở những thị trường nổi bật như Pháp, Ireland, Thụy Sĩ và Vương quốc Anh.
Tại Hoa Kỳ, "9 to 5" đạt vị trí số một trên bảng xếp hạng Billboard Hot 100 trong hai tuần liên tiếp, trở thành đĩa đơn quán quân đầu tiên và duy nhất của Easton tại đây. Video ca nhạc cho bài hát được đạo diễn bởi David G. Hillier, trong đó bao gồm những cảnh nữ ca sĩ hát trên một chuyến tàu tại Bluebell Railway. Để quảng bá bài hát, Easton đã trình diễn nó trên nhiều chương trình truyền hình và lễ trao giải lớn, bao gồm Countdown, The Tonight Show with Johnny Carson và Top of the Pops, cũng như trong nhiều chuyến lưu diễn của cô. Được ghi nhận là bài hát trứ danh trong sự nghiệp của nữ ca sĩ, "9 to 5" đã được hát lại và sử dụng làm nhạc mẫu bởi nhiều nghệ sĩ, như Elisabeth Andreassen, Sylvie Vartan và Anke Pietrangeli.

## Danh sách bài hát
Đĩa 7" tại Anh quốc
- A. "9 to 5" – 3:19
- B. "Moody (My Love)" – 2:05

Đĩa 7" tại Hoa Kỳ
- A. "9 to 5" – 3:19
- B. "Calm Before The Storm" – 3:31

## Xếp hạng
| Bảng xếp hạng (1980-81)               | Vị trí cao nhất |
| ------------------------------------- | --------------- |
| Úc (Kent Music Report)                | 1               |
| Bỉ (Ultratop 50 Flanders)             | 8               |
| Canada (RPM)                          | 1               |
| Pháp (IFOP)                           | 4               |
| Ireland (IRMA)                        | 2               |
| Hà Lan (Dutch Top 40)                 | 14              |
| Hà Lan (Single Top 100)               | 18              |
| New Zealand (Recorded Music NZ)       | 1               |
| Nam Phi (Springbok Radio)             | 11              |
| Tây Ban Nha (AFYVE)                   | 21              |
| Thụy Sĩ (Schweizer Hitparade)         | 3               |
| Anh Quốc (OCC)                        | 3               |
| Hoa Kỳ Billboard Hot 100              | 1               |
| Hoa Kỳ Adult Contemporary (Billboard) | 1               |

| Bảng xếp hạng (1980)                 | Vị trí |
| ------------------------------------ | ------ |
| UK Singles (Official Charts Company) | 12     |
| Bảng xếp hạng (1981)                 | Vị trí |
| Australia (Kent Music Report)        | 7      |
| Belgium (Ultratop 50 Flanders)       | 95     |
| Canada (RPM)                         | 14     |
| Netherlands (Dutch Top 40)           | 130    |
| New Zealand (Recorded Music NZ)      | 12     |
| US Billboard Hot 100                 | 12     |
| US Adult Contemporary (Billboard)    | 13     |

| Bảng xếp hạng (1980-89)              | Vị trí |
| ------------------------------------ | ------ |
| UK Singles (Official Charts Company) | 89     |

## Chứng nhận
| Quốc gia                                                                           | Chứng nhận | Số đơn vị/doanh số chứng nhận |
| ---------------------------------------------------------------------------------- | ---------- | ----------------------------- |
| Canada (Music Canada)                                                              | Vàng       | 50.000^                       |
| Anh Quốc (BPI)                                                                     | Vàng       | 500.000^                      |
| Hoa Kỳ (RIAA)                                                                      | Vàng       | 1.000.000^                    |
| * Chứng nhận dựa theo doanh số tiêu thụ. ^ Chứng nhận dựa theo doanh số nhập hàng. |            |                               |